# Pracovní zdraví
Pracovní zdraví je termín označující psychické a fyzické zdraví zaměstnanců. Nízká kvalita pracovního zdraví na pracovišti je závažným společenským problémem. Kromě toho, že ovlivňuje pracovní výkon zaměstnanců, souvisí mimo jiné s depresí, profesními a rodinnými vztahy. Světová zdravotnická organizace (WHO) ustanovila pracoviště jako prostředí, kde je potřeba dbát o kvalitu pracovního zdraví, které má vliv na všechny oblasti lidského života. V reakci na tento problém se začaly zavádět programy na podporu zdraví na pracovišti a na základě pozdějšího výzkumu byly potvrzeny jejich pozitivní účinky na kvalitu zdraví zaměstnanců.

## Historie
Problémem pracovního zdraví se začala společnost zabývat společně s rozmachem dělnického hnutí a průmyslové revoluce na přelomu 18. a 19. století. Dělnická hnutí vznikla v reakci na obavy pracovníků z důsledků průmyslové revoluce (příliv málo kvalifikované pracovní síly do továrních měst a následný pokles mezd a životní úrovně dělníků). O otázce zdraví pracovníků se proto začalo uvažovat jako o problému souvisejícím s prací.
Roku 1802 vydal parlament Spojeného království sérii zákonů (tzv. Factory Acts), jejichž cílem bylo obecné zlepšení pracovních podmínek. Hlavním podnětem pro nová bezpečnostní opatření byly obavy o zdraví dětí pracujících v továrnách na bavlnu. V textilním průmyslu proto došlo k omezení pracovní doby, což mělo sloužit jako prevence přepracování, které by vedlo ke zhoršení zdravotního stavu pracovníků a nepřímo také k vyššímu výskytu pracovních úrazů. Podobný zákon z roku 1844 omezil také pracovní dobu žen a zavedl nové bezpečnostní opatření, které se týkalo střežení továrních strojů v oblastech, do kterých měly přístup ženy a děti.
Pojem pracovního zdraví a bezpečnosti se zprvu vztahoval především k fyzickému stavu pracovníka. Regulace a bezpečnostní opatření byla uplatňována na pracovištích v odvětví průmyslu za účelem získání sociální kontroly nad dělníky. Poznatky z psychologie, medicíny a fyziologie přispívaly k definování těchto opatření s ohledem na produktivitu a zranitelnost zaměstnance. V první polovině 20. století se sociologové, architekti a inženýři pokusili v továrnách vytvořit pracovní prostředí, které by podporovalo efektivitu pracovníků. Toto období bylo spjato s postupnou humanizací práce, která spočívala v nastolování lidštějších pracovních podmínek. Jednalo se o eliminaci časově, fyzicky i psychicky nadměrně vyčerpávajících a příliš monotónních pracovních činností s ohledem na potřebu seberealizace zaměstnance.
O dopady práce na psychické zdraví zaměstnanců se poprvé začal zajímat Výbor pro zdraví muničních pracovníků (Health of Munition Workers Commitee), který poukázal na sníženou produktivitu unavených zaměstnanců, jejichž pracovní doba byla příliš dlouhá. Tato zjištění vedla roku 1918 k založení Rady pro průmyslovou únavu (Industrial Fatique Board), která se zabývala vztahem výkonnosti pracovníků, délkou pracovní doby a metodami práce vedoucími k únavě. K narůstajícímu zájmu o výzkum dopadů pracovního stresu na zaměstnance vedla mimo jiné zvýšená zaměstnanost žen, nové technologie a rozvoj podnikání. Psychologickými aspekty práce se začali závodní lékaři poprvé zabývat v 60. letech 20. století a od té doby se zájem o psychické zdraví pracovníků zvyšoval. Průzkum pro CBI (Confederation of British Industry) z roku 1996 ukázal, že 81% firemních společností souhlasilo s tím, že by každá společnost měla mít vlastní program a strategie zabývající se duševním zdravím svých zaměstnanců, ale pouhých 20% z nich takový program skutečně mělo.
V roce 1997 byla všemi členskými státy Evropské unie přijata Lucemburská deklarace pro podporu zdraví na pracovišti, která byla doplněna v červnu roku 2005 a lednu roku 2007.

## Strategie na podporu pracovního zdraví
Firemní společnosti zavádějí programy na podporu zdraví jejich zaměstnanců. Tyto programy mohou mít dvojí podobu:
- programy zabývající se životním stylem zaměstnanců (např. odvykání kouření, cvičení, dieta nebo zvládání stresu)
- programy zaměřené na sociální podobu pracovního prostředí (např. organizace práce, styl managementu, komunikace mezi zaměstnanci a nadřízenými)[1]

Programy podporující zdraví na pracovišti prokázaly krátkodobé i dlouhodobé přínosy. Zahrnutí fyzické aktivity prokazatelně zlepšuje fyzickou kondici zaměstnanců, zvyšuje jejich produktivitu a redukuje pracovní stres.
Strategie na podporu pracovního zdraví jsou zaváděny ve třech možných úrovních:
1. šíření povědomí o problematice pomocí informačních zpravodajů, veletrhů zdraví a vzdělávacích kurzů - tato strategie nemusí přímo přesvědčit jednotlivce ke změně chování
2. programy sloužící k úpravě životního stylu zaměstnanců (v délce 8 až 12 týdnů) - jsou průběžně dostupné a mají přímý vliv na zdravotní výsledky jednotlivce
3. vytvoření příznivého pracovního prostředí, které přispívá k udržování zdravého životního stylu zaměstnanců (např. jídelny s širokou nabídkou zdravého jídla, posilovny)[13]

Podporou pracovního zdraví se zabývá také vědní obor ergonomie, která využívá psychologické a fyziologické poznatky pro optimalizaci potřeb člověka na pracovišti. Klade si za cíl snížení chybovosti, zvýšení produktivity, bezpečnosti a pohodlí.